# Eurasische Patentorganisation
Die Eurasische Patentorganisation (EAPO) ist eine durch das Eurasische Patentübereinkommen geschaffene 
zwischenstaatliche Organisation mit Sitz in Moskau, der acht Mitgliedsstaaten, die alle Nachfolgestaaten der Sowjetunion sind, angehören. Die Amtssprache ist Russisch.
Die Eurasische Patentorganisation besitzt große Ähnlichkeit zur Europäischen Patentorganisation.

## Eurasisches Amt
Wichtigstes Organ der EAPO ist das Euroasische Patentamt (EAPA) bzw. Eurasische Amt, dessen Aufgabe die Prüfung und Erteilung eurasischer Patente ist. Das EAPA hat seinen Sitz ebenfalls in Moskau.
Bis Ende 2004 wurden 9577 Patentanmeldungen eingereicht und 5571 Patente erteilt.

### Präsidenten des Eurasischen Patentamtes
Das Eurasische Patentamt wird von einem Präsidenten geleitet:
1. Alexander Grigoriev

### Finanzierung
Die EAPO erhält keine Steuergelder, sondern finanziert sich selbst aus den eingenommenen Verfahrens- und Jahresgebühren, Geschenken, Subventionen usw.; mögliche Überschüsse werden dabei zur Entwicklung des Amtes genutzt. Es ist zu erwarten, dass dies wie beim EPA zum Vorwurf von Kritikern, das Amt hätte ein Interesse an der Erteilung von Trivialpatenten, führen wird.

### Personal
Die 86 (Stand: 2004) Bediensteten des Eurasischen Patentamtes sind hauptsächlich Staatsangehörige der EAPÜ-Vertragsstaaten.

### Abteilungen des Eurasischen Patentamtes
Das Eurasische Patentamt umfasst unter anderem folgende Abteilungen:
- Recherchenabteilungen, die die Recherchenberichte zu den Anmeldungen erstellen
- Prüfungsabteilungen für die Sachprüfung der Anmeldungen und die Patenterteilung
- eine Rechtsabteilung
- eine Abteilung für internationale Zusammenarbeit

### Eurasische Patente
Nach einem zentralisierten Verfahren werden eurasische Patente mit Wirkung für das Gebiet aller Mitgliedstaaten erteilt. Dennoch handelt es sich nicht um ein einheitliches Patent; bei anfallenden Verlängerungen kann die Geltung (unter Einsparung von Gebühren) auf einzelne Vertragsstaaten beschränkt werden; außerdem kann ein Patent vor den Gerichten eines Landes mit Wirkung nur für dieses Land für nichtig erklärt werden.

## Verwaltungsrat der Eurasischen Patentorganisation
Das EAPA wird von einem Verwaltungsrat überwacht (Art. 3 Abs. 3 EAPÜ), der das zweite Organ der EAPO darstellt und aus den von den Mitgliedsstaaten entsandten Vertretern und deren Stellvertretern besteht (Art. 3 Abs. 1 EAPÜ).

## Mitgliedstaaten
Die acht Vertragsstaaten der EAPO (Stand 2024):
- Armenien
- Aserbaidschan
- Belarus
- Kasachstan
- Kirgisistan
- Russische Föderation
- Tadschikistan
- Turkmenistan

Folgende Länder haben die Konvention bereits unterzeichnet, aber noch nicht ratifiziert:
- Georgien
- Ukraine

Die Republik Moldau ist ein ehemaliger Vertragsstaat der EAPO. Am 26. Oktober 2011 kündigte die Republik Moldau das Eurasische Patentübereinkommen, was bedeutet, dass sie seit dem 26. April 2012 nicht mehr Vertragspartei des Übereinkommens ist.